# Bistorta milletii
Bistorta milletii är en slideväxtart som beskrevs av Leveille. Bistorta milletii ingår i släktet ormrötter, och familjen slideväxter. Inga underarter finns listade i Catalogue of Life.